# No Stress
No Stress was de eerste single van het zesde studioalbum van de Franse house-dj Laurent Wolf, Wash My World. Het nummer had invloeden van dance en techno en kende vooral succes in Frankrijk en België waar het de eerste plaats in de hitlijst behaalde en een 18e plek in de Top 40 werd.

## Hitnoteringen

### VlaamseUltratop 50
| Positie: | 26 | 18 | 15 | 14 | 7  | 4  | 3  | 3  | 1  | 2  | 4  | 2  | 3  | 2   | 2  | 2  | 2   |
| Week:    | 18 | 19 | 20 | 21 | 22 | 23 | 24 | 25 | 26 | 27 | 28 | 29 | 30 |     | 31 | 32 |     |
| Positie: | 4  | 10 | 12 | 12 | 15 | 16 | 20 | 24 | 28 | 29 | 30 | 32 | 44 | uit | 38 | 41 | uit |